# Шоуто трябва да продължи
Шоуто трябва да продължи е седмият поред албум на българската рок група Сигнал.

## Списък на песните
1. Скъп спомен мой
2. Глория
3. Мина и Лора
4. Защото сбогом значи край
5. Мечтатели
6. Сам дори в съня
7. Приказен свят
8. Някой ден
9. Искам да те има
10. Сбогом
11. На парти със „Сигнал“ (на живо)
12. Never before (на живо, 1991)